# Троицкая церковь (Лима)
Свято-Троицкая церковь (греч. Ἱερός Ναός Ἁγίας Τριάδος, исп. La iglesia ortodoxa de la Santísima Trinidad) — храм Буэнос-Айресской митрополии Константинопольской православной церкви, расположенный в городе Лима (Перу).

## История
В конце 1940-х годов начался исход из послевоенной Европы в США, Австралию и Латинскую Америку значительной части эмигрантов второй волны. Так в Перу к 1950 году образовалась небольшая, но активная русская колония. Было решено построить православный храм. Был арендован дом в районе Лимы Jesus Maria, устроен иконостас.
Перуанское правительство в качестве условия начала строительства некатолического храма потребовало сформировать культурного некоммерческое объединение. Таким образом 17 декабря 1953 года была основана Православная Культурная Ассоциация (Asociación Cultural Ortodoxa Cristiana), в состав которой вошло 55 членов. По инициативе князя Алексея Чагадаева начался сбор средств для покупки земли и строительства храма. Приход вошёл в ведение Чилийско-Перуанской епархии РПЦЗ.
Настоятель нового прихода иеромонах Серафим (Фетисов) и правление Ассоциации начали организовывать различные мероприятия (обеды, ужины, танцы и т. д.), чтобы собрать средства для покупки земли под новый храм. Это произошло 18 июня 1954 года, после чего начался сбор средств на материалы; жертвователи были русского, сирийско-ливанского и сербского происхождения.
16 октября 1955 года состоялось освящение церкви, которое совершил епископ Чилийско-Перуанский Леонтий (Филиппович).
В результате конфликта с Архиерейским Синодом РПЦЗ настоятель Свято-Троицкой церкви иеромонах Серафим в 1959 году перешёл в Северо-Американскую митрополию (с 1970 года — Православная Церковь в Америке), хотя последняя не получила прав на владение храмом. В книге «Русская Зарубежная Церковь 1918-68 гг.», напечатанной в США под редакцией гр. А. А. Соллогуба отмечается: «по всем документам храм принадлежал Русской Зарубежной Церкви и доныне числится в списке её приходов, однако, благодаря безразличию малочисленных прихожан и отсутствию иного, кроме раскольнического, священника, храм и две общины в других городах Перу оказались в Американской митрополии. Гражданские власти, не разбираясь в сути дела, не приняли никаких решений».
В 1990-е годы архимандрит Серафим уже не мог служить, а в ноябре 1998 года он скончался. В том же году скончался многолетний церковный староста граф Сергей Коновницын. ПЦА нового священника не прислала, в связи с чем община обратилась к Константинопольскому Патриархату с просьбой принять её под свою юрисдикцию. После этого Троицкая церковь потеряла свой русский облик, хотя определённое количество русских прихожан ещё оставалось. Большинство прихожан были греками и арабами.
В 2009 году русскоязычные прихожане, принадлежавшие тогда к приходу Троицкого храма Константинопольского Патриархата, организовали церковный хор. Со временем возникло напряжение в отношениях между прихожанами различных диаспор, и русскоязычная группа почти в полном составе была вынуждена покинуть храм. 17 января 2011 года в зале Российского культурного центра в столице Лиме состоялось учредительное собрание православной общины во имя блаженной Матроны Московской в Лиме.